# Tata Chemicals
Tata Chemicals — индийская химическая компания, производитель бикарбоната, гидроксида и хлорида натрия, кварца, ферментов и удобрений. Входит в состав Tata Group. Штаб-квартира находится в Мумбаи, предприятия — в Индии, США, Великобритании и Кении.

## История
Компания была основана в январе 1939 года. В 1942 году компания начала производство брома, а в 1944 году — гидроксида натрия. С середины 1950-х годов также начала выпуск пестицидов. В 2006 году был куплен британский производитель гидроксида натрия Brunner Mond Group. В 2008 году за 1 млрд долларов была приобретена американская компания General Chemical Industrial Products Inc., также специализирующаяся на годроксиде натрия и других щелочах. В 2009 году был куплен контрольный пакет акций индийской компании Rallis India, занимающейся агрохимией. В 2011 году британские операции были расширены покупкой компании British Salt. В 2015 году был запущен бренд Tata Sampann, под которым налась продажа потребительских товаров: пищевой соли, специй и другой бакалеи. В ноябре 2017 года производство фосфатных удобрений было продано Indorama. В 2020 году подразделение потребительских товаров было передано компании Tata Consumer Products (также входящей в Tata Group). В июне 2022 года компанией было открыто первое в Великобритании предприятие по связыванию углекислого газа из атмосферы.

## Деятельность
Компания ведёт производство поваренной соли (путём выпаривания рапы, 1,63 млн тонн в год), добычу троны (минерал, сырьё для получения бикарбоната натрия) в США и Кении, производство гидроксида натрия (4,1 млн тонн), бикарбоната натрия (240 тыс. тонн), кварца (10,8 тыс. тонн), ферментов для пищевой и фармацевтической промышленностей; дочерняя компания Rallis India производит удобрения, средства защиты урожая (фунгициды, инсектициды, гербициды) и семена.
Регионы деятельности по состоянию на 2021/22 финансовый год:
- Азия — 50 % выручки;
- Америка — 29 % выручки;
- Европа — 15 % выручки;
- Африка — 5 % выручки.

## Дочерние компании
Основные дочерние компании по состоянию на 2021/22 финансовый год:
- Tata Chemicals North America Inc. (США)
- TCE Group Limited (Великобритания)
  - Tata Chemicals Europe Limited
  - British Salt Limited
- Tata Chemicals Magadi Limited (Кения)
- Rallis India Limited (Индия)